# فيرا وايزمان
فيرا وايزمان (بالروسية: Вейцман, Вера)‏ (و. 1881 – 1966 م) هي طبيبة من إسرائيل ولدت في روستوف.